# وولزلی، استرالیای جنوبی
وولزلی (به انگلیسی: Wolseley) یک شهرک در استرالیا است که در استرالیای جنوبی واقع شده‌است.